# 19. Unterseebootsflottille
A 19. Unterseebootsflottille foi uma unidade militar da Kriegsmarine que atuou durante a Segunda Guerra Mundial.

## Bases
| Pillau | Outubro de 1943 - Fevereiro de 1945 |
| Kiel   | Fevereiro de 1945 - Maio de 1945    |

## Comandante
| Comandante            | Data                           |
| --------------------- | ------------------------------ |
| Korvkpt. Jost Metzler | Outubro de 1943 - Maio de 1945 |

## Tipos de U-Boot
Serviram nesta flotilha somente um tipo de U-Boot: IIC

## U-Boots
Foram designados ao comando desta Flotilha um total de 4 U-Boots durante a guerra:
U-56, U-57, U-58, U-59